# Chamlang
Le Chamlang est un sommet népalais situé dans le massif du Mahalangur Himal dans l'Himalaya, atteignant 7 319 mètres d'altitude. Il est situé à environ 16 km au sud-ouest du Makalu (8 485 mètres).
Sa première ascension est effectuée en mai 1962 par une expédition japonaise.
Du 9 octobre 2021 au 12 octobre 2021, lors d'une ascension sans trêve de la face nord, les Français Charles Dubouloz et Benjamin Védrines ouvrent une nouvelle voie, À l'ombre du mensonge (In the shadow of lies), en quatre jours.

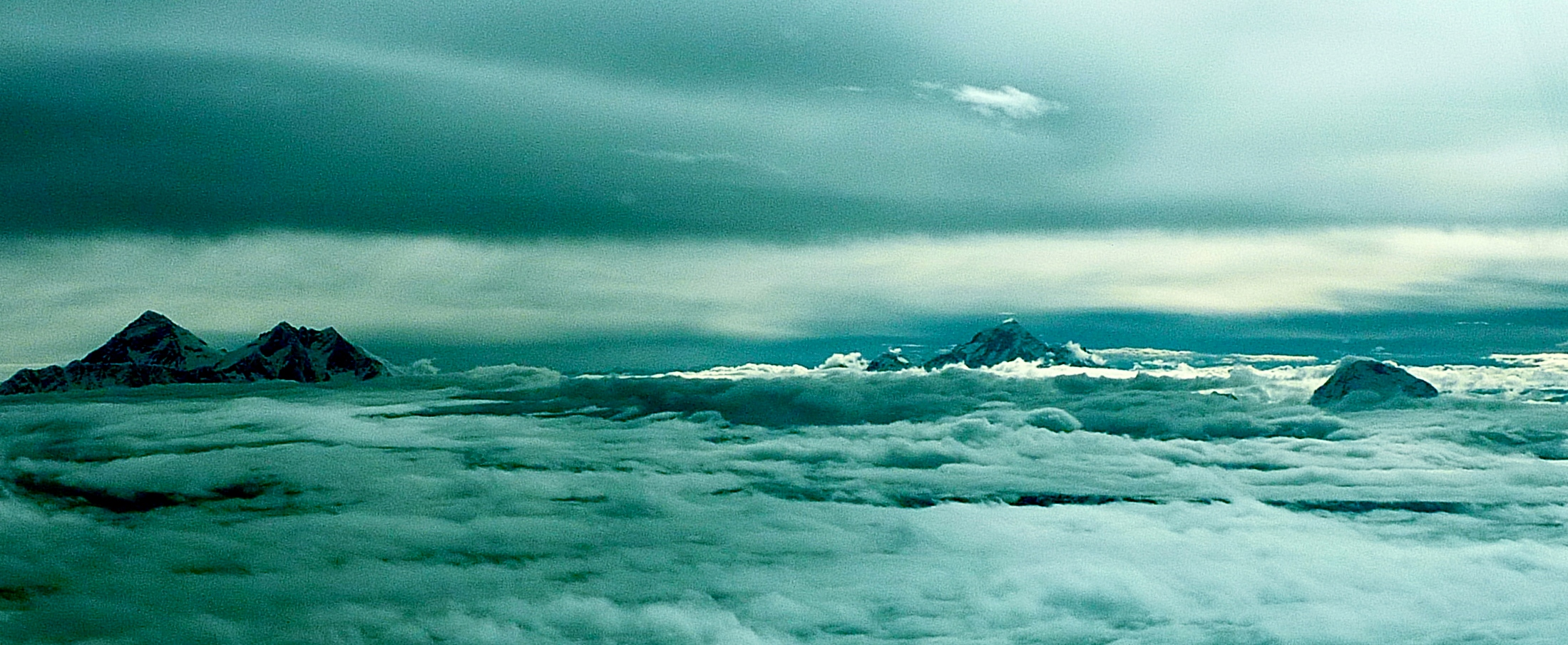
De gauche à droite : l'Everest (8848 mètres), le Lhotse (8516 mètres), le Makalu (8485 mètres) et le Chamlang.